# هنري هولواي
هنري هولواي (بالإنجليزية: Henry Holloway)‏ هو لاعب دوري الرغبي أسترالي، ولد في 1932، وتوفي في 1999 في بريزبان في أستراليا.